# Jerusalem (Lincolnshire)
Jerusalem – wieś w Anglii, w hrabstwie Lincolnshire, w dystrykcie North Kesteven. Leży 6 km na zachód od Lincoln i 194 km na północ od Londynu.